# Église Saint-André de Saint-André-de-Lidon
 (avril 2020).
Si vous disposez d'ouvrages ou d'articles de référence ou si vous connaissez des sites web de qualité traitant du thème abordé ici, merci de compléter l'article en donnant les références utiles à sa vérifiabilité et en les liant à la section « Notes et références ».
Pour les articles homonymes, voir Église Saint-André.
L'église Saint-André, est un bâtiment situé à Saint-André-de-Lidon en Charente Maritime.

## Histoire
La construction primitive est probablement du XIe siècle, elle comprenait une nef unique, sans transept qui était terminée par une abside demi-circulaire. Le transept sud fut ajouté au XIIe siècle.
Cet édifice date du XIIIe siècle, et il n'en reste que la chapelle méridionale. Elle fut ruinée pendant les guerres de Religion au XVIe siècle.

## Description

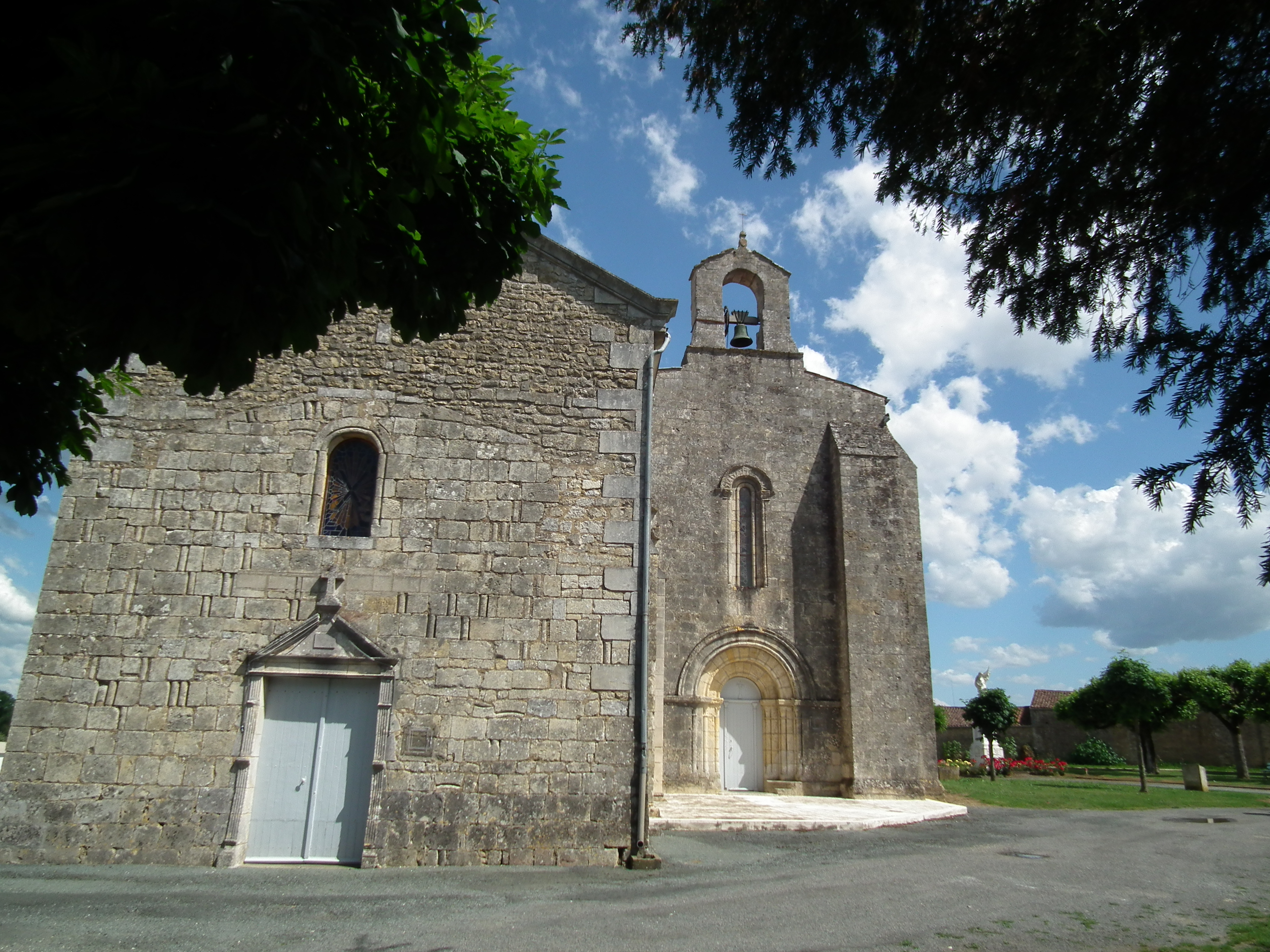
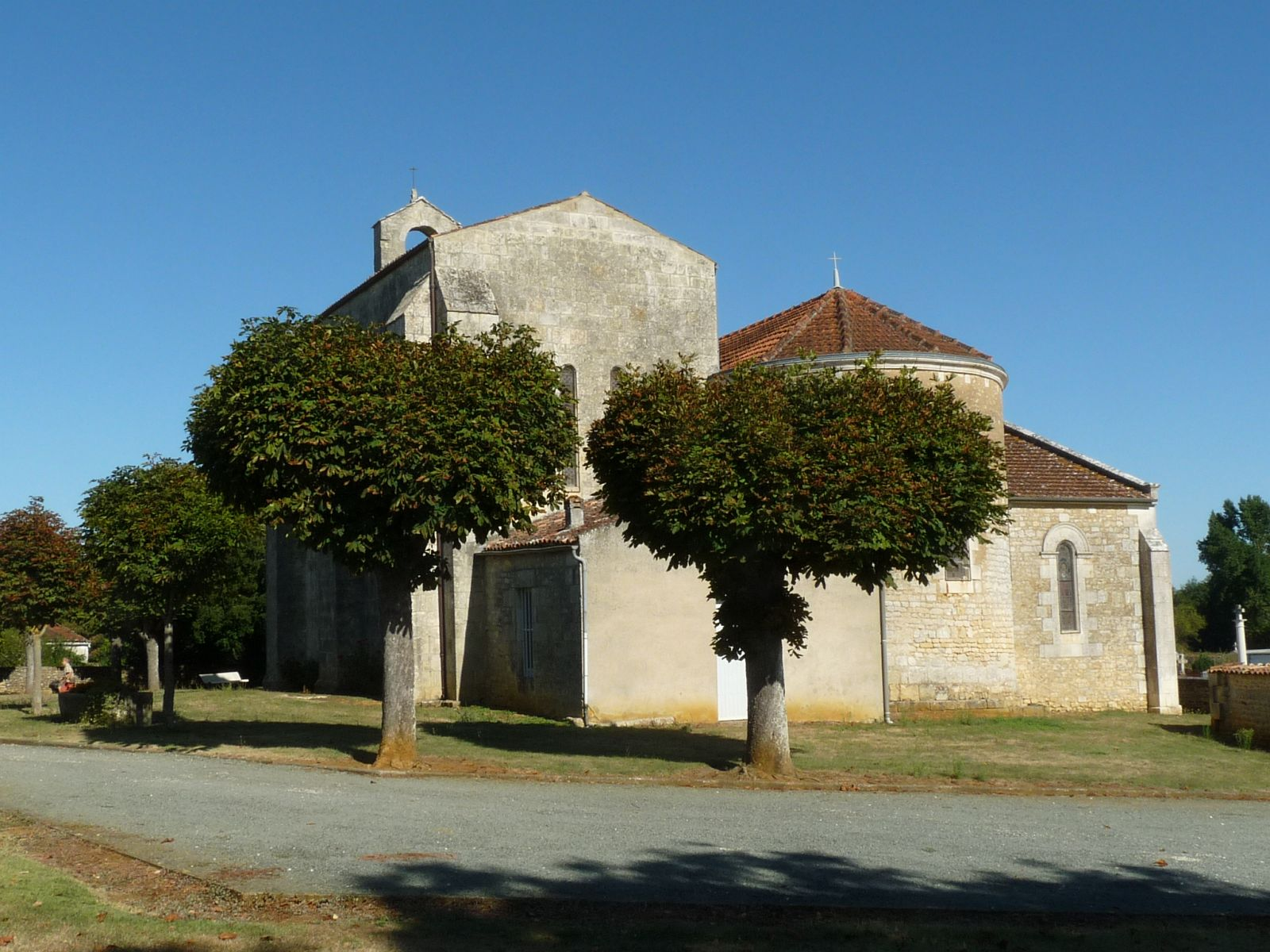
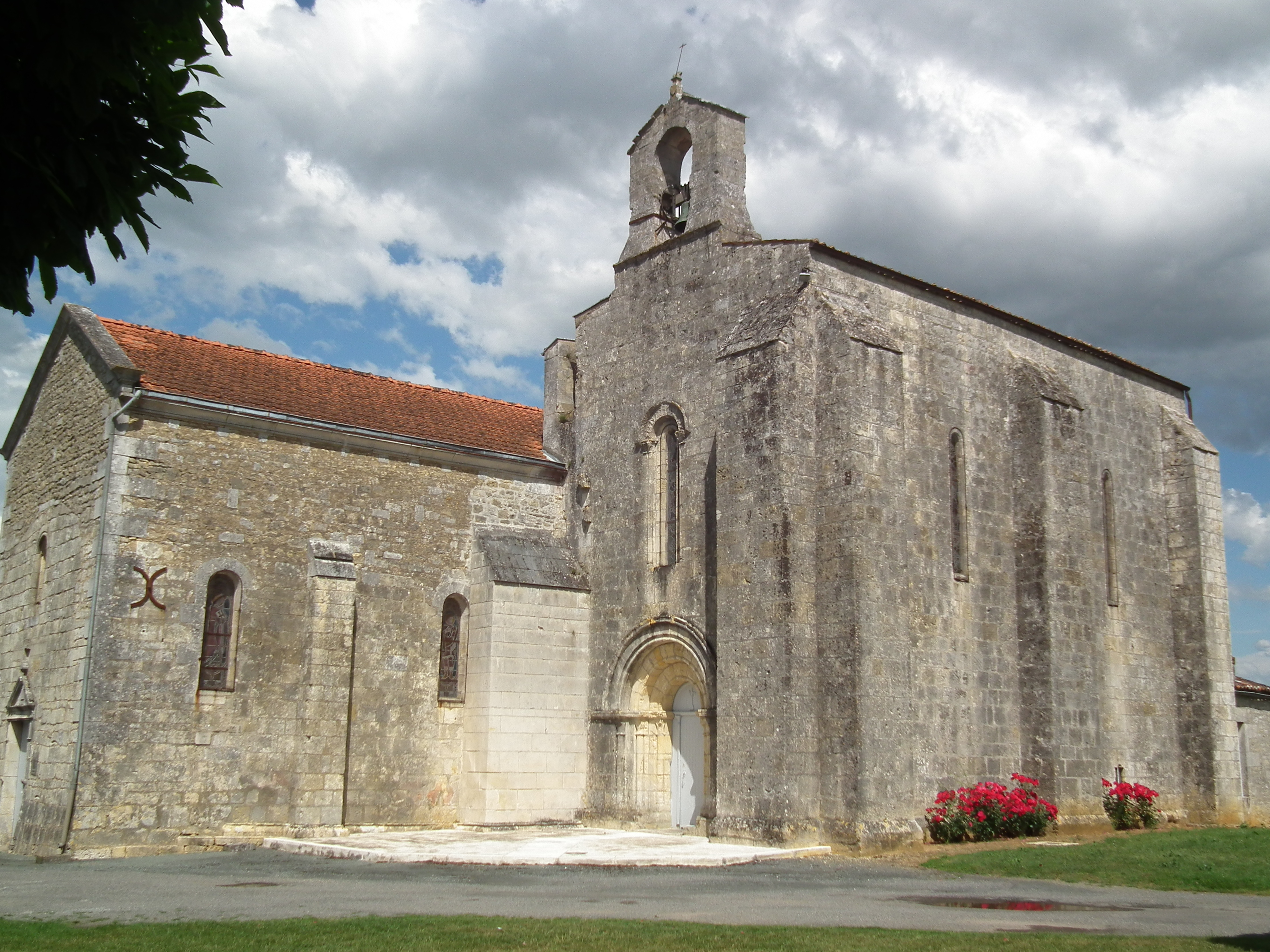

La nef et le chœur furent reconstruits plus tard. Son architecture témoigne du premier gothique saintongeais. Cette chapelle possède une crypte ossuaire, dont la voûte fut détruite lors des guerres de religion. Sa particularité est d'être semi-enterrée car le rocher, très difficile à creuser, fut rencontré très tôt lors du creusement du sol. La façade de la chapelle fut certainement munie de son petit clocher-arcade, lors de la disparition du clocher. Le portail est à trois voussures, orné de chapiteaux à feuillage archaïque.

## Situation
L'église est classé au titre des monuments historiques en 1943.